# Emil Lampe
Karl Otto Emil Lampe (Gollwitz, Brandenburg an der Havel, 23 de dezembro de 1840 — 4 de setembro de 1918) foi um matemático alemão.

## Vida
Filho de um professor de escola do interior em Gollwitz (atualmente distrito de Brandenburg an der Havel), onde estudou até completar o ensino médio em 1859. Estudou matemática em Berlim, de 1859 a 1864. Foi aluno de Karl Weierstrass, Ernst Kummer e Jakob Steiner. Heinrich Gustav Magnus despertou seu interesse pela aplicação física da matemática.
Obteve o doutorado em 1864 com uma tese sobre a geometria analítica do espaço (De superficiebus quarti ordinis quibus puneta triplicia insunt), orientado por Karl Weierstrass e Ernst Kummer.
Foi desde a fundação membro ativo da Sociedade Matemática de Berlim.